# 白眉斜纹天蛾
白眉斜纹天蛾（學名：Theretra suffusa）是天蛾科長喙天蛾族的一個物種，分布於东洋界各地。
雙翼展開有80到102毫米。外型與紅裏斜紋天蛾近似，但可透過其沿胸部和腹部的闊淡背紋及後翅翅面並不延伸到翅臀的黑色基底班紋來識別。此外，其前翅翅面也跟紅裏斜紋天蛾類似，但其較淺色的基底與中間區域和較深的中後部區域之間的對比更強烈。

## 描述

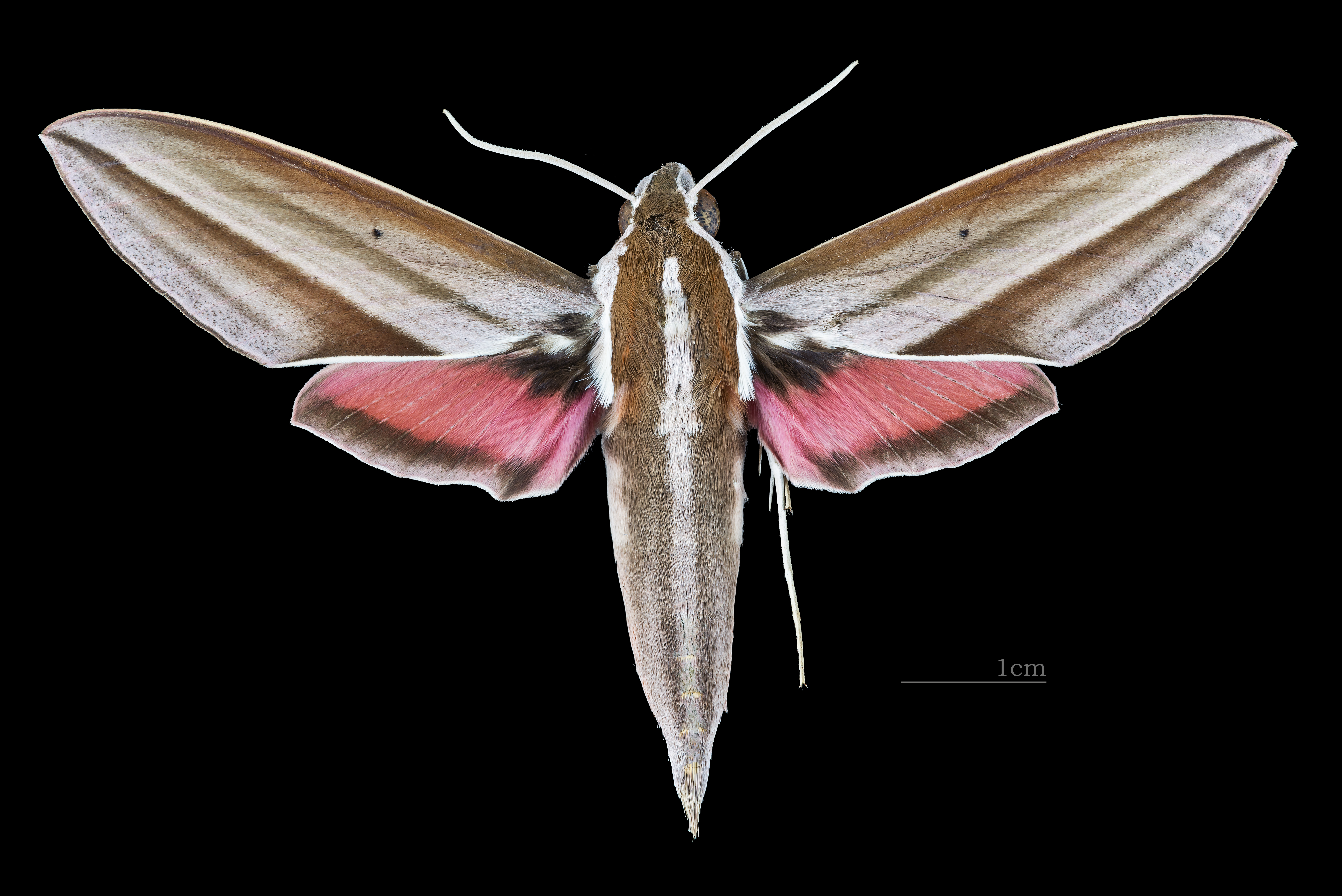
Theretra suffusa ♂
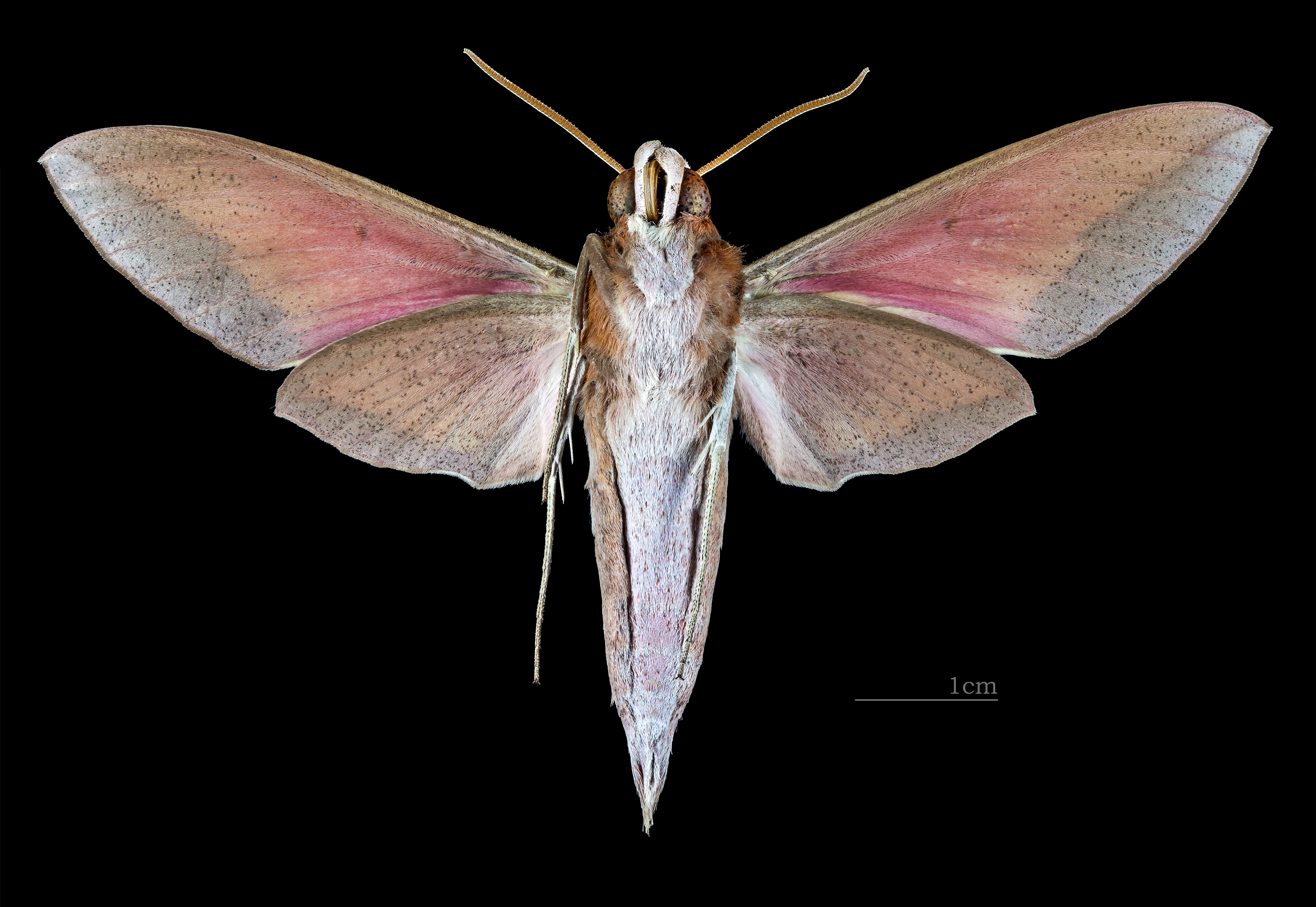
Theretra suffusa ♂ △
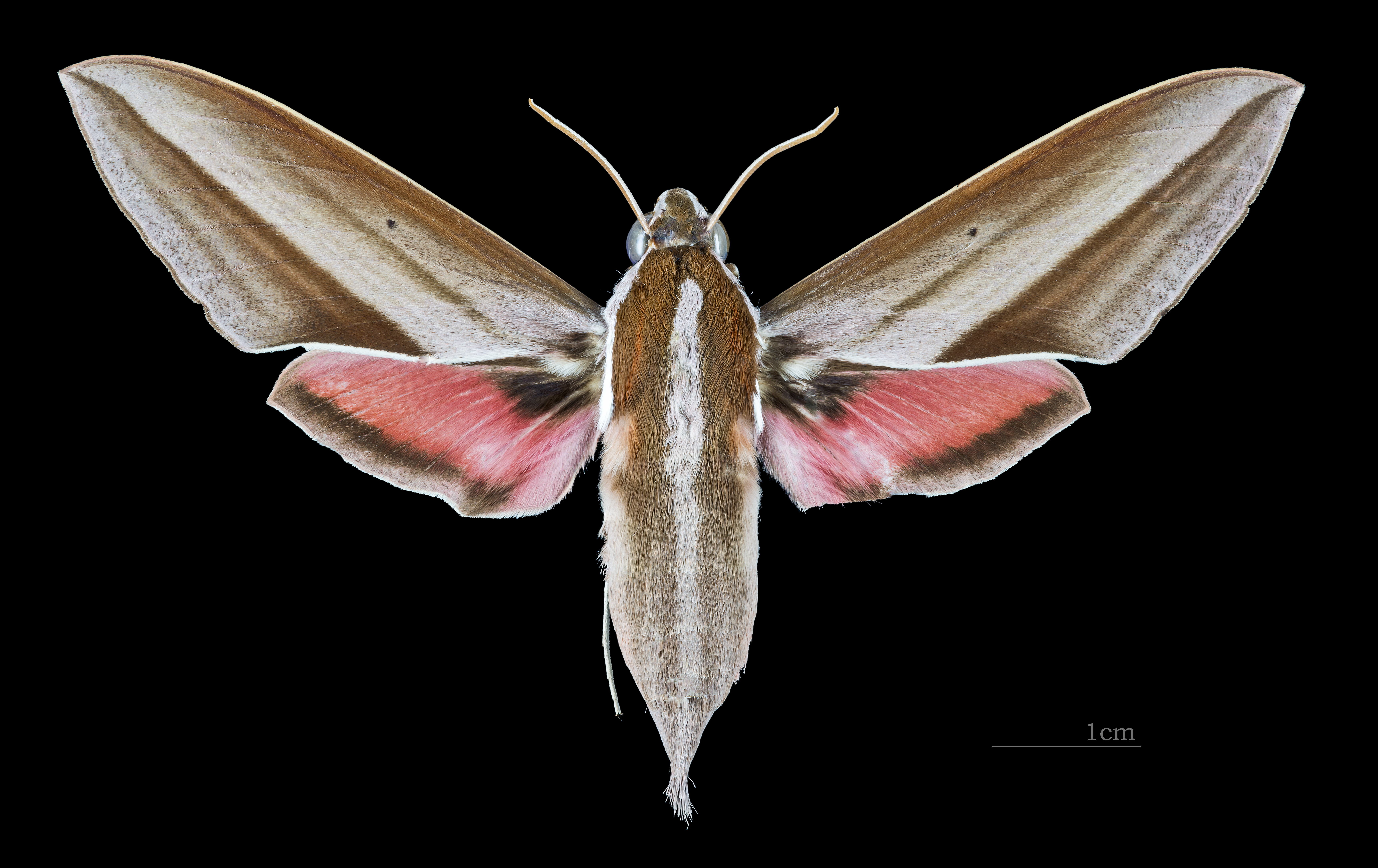
Theretra suffusa  ♀
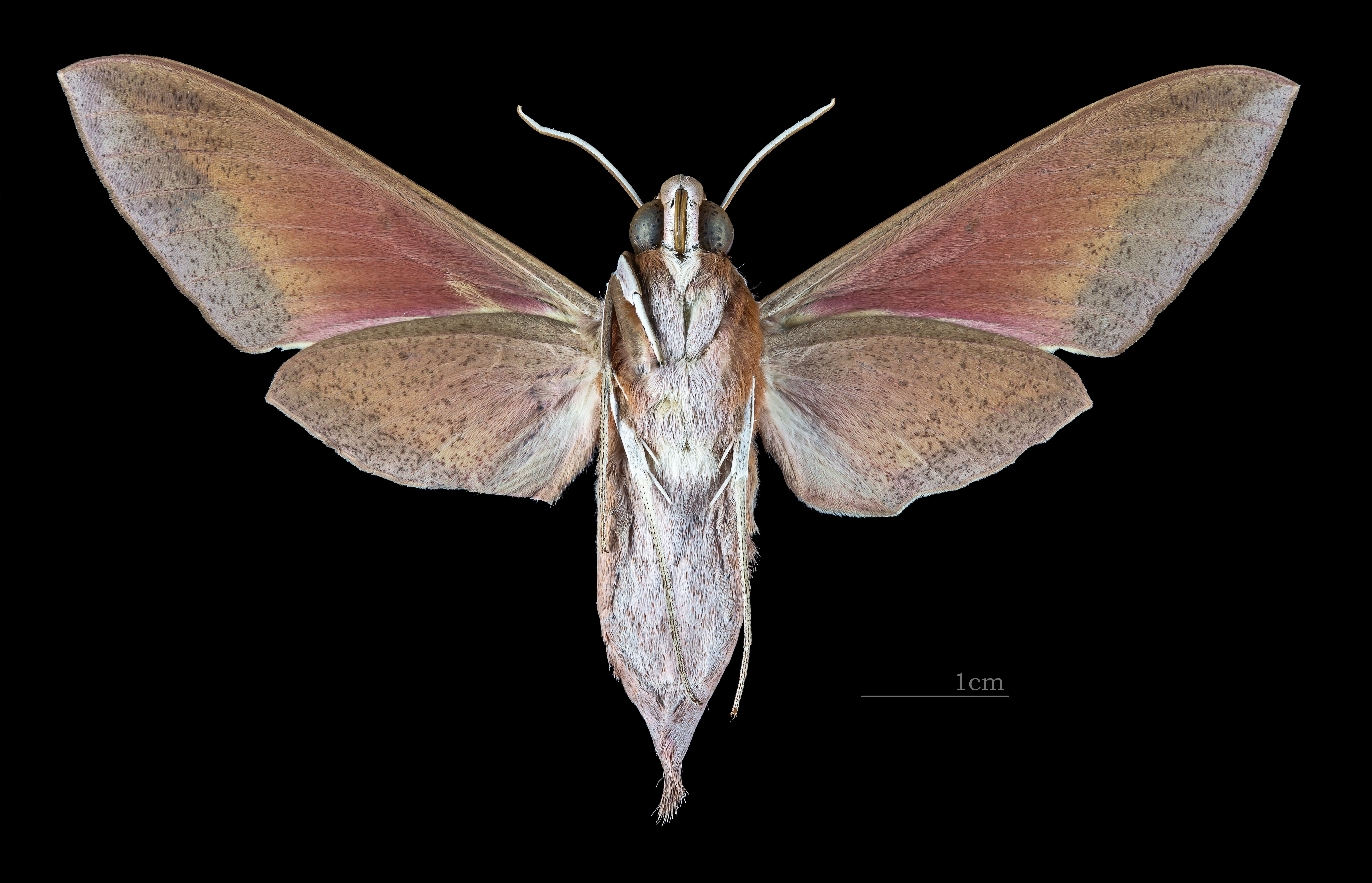
Theretra suffusa ♀ △